# 嘉金公路黄浦江大桥
嘉金高速公路跨黄浦江大桥，又名松浦二桥，是目前为止黄浦江上游的第二座桥梁（于2010年6月30日建成通车的松浦三桥为目前黄浦江上游第一座桥梁，在松浦二桥通车之前，松浦大桥一直是黄浦江上游的第一座桥梁），是一座高速公路专用桥梁，属于沈海高速公路的一部分，于2005年12月28日合龙，2006年3月28日通车。
嘉金高速公路跨黄浦江大桥全长约1公里，跨越黄浦江处为398米，采用连续梁结构，通航高度超过13.8米，大桥为双幅桥形式，单幅宽度16米，双向6车道，设计时速为每小时100公里。